# Jack Black
Thomas Jacob „Jack“ Black (* 28. srpna 1969 Santa Monica, Kalifornie) je americký herec a hudebník (kytarista) – člen skupiny Tenacious D.

## Život
Narodil se 28. srpna 1969 v Santa Monice a vyrůstal v Hermosa Beach v Kalifornii. Jeho matka Judith Black (rozená Cohen) se narodila v židovské rodině a pracovala na Hubbleově vesmírném dalekohledu. Otec Thomas William Black má anglický, irský, skotsko-irský a německý původ, konvertoval k judaismu. Jack navštěvoval hebrejskou školu a měl Bar micva. V Noční show Jaye Lenoe řekl že jeho příjmení může pocházet ze slova blacksmith (česky kovář). Blackovi rodiče se rozvedli když mu bylo 10 let. Přestěhoval se se svým otcem do Culver City, ale často svou matku navštěvoval. Už ve třinácti letech se objevil v reklamě Activision game Pitfall, reklama se později ukázala během vystoupení Jimmyho Kimmela a znovu v The Tonight Show s Conanem O'Brienem. Když Black nastupoval na střední školu, jeho rodiče ho zapsali na Poseidon School v Los Angeles, soukromou střední školu určenou speciálně pro studenty potýkající se s problémy v tradičním školském systému. Navštěvoval také střední školu Crossroads School v Santa Monice, kde vynikal v divadle. Později studoval Kalifornskou univerzitu v Los Angeles, ale zanechal studia v druhém ročníku, aby se mohl věnovat zábavnímu průmyslu. Tehdy ho jeho otec přestal finančně podporovat. Kamarád, absolvent UCLA Tim Robbins ho později obsadil do mockumentu Bob Roberts. Také hrál řadě dalších seriálů jako Mr. Show, Akta X, Northern Exposure a další.
V roce 1994 založil společně se svým přítelem Kylem Gassem komediálně rockové duo Tenacious D. Společně hráli ve vlastním pořadu Tenacious D na HBO z roku 1997 a zde také zazněly písně, které byly později v roce 2001 vydány na jejich prvním albu. V roce 2006 si společně s ním zahrál hlavní roli ve filmu Králové ro(c)ku.
V roce 2006 si vzal violoncellistku Tanyu Haden, která hraje spolu se svými sestrami ve skupině The Haden Triplets. Oba společně vystudovali Crossroads School for Arts and Sciences v Santa Monice a znovu se setkali po patnácti letech od absolvování, na kamarádově oslavě. Vzali se 14. března 2006 v Big Sur v Kalifornii. Jejich první syn, Samuel Jason „Sammy“ Black, se narodil 10. června 2006 v Cedars-Sinai Medical Center v Los Angeles. Dne 23. května 2008 se jim narodil druhý syn Thomas David Black. Jack Black se považuje za ateistu, ale své děti vede k židovské víře.

## Filmy
Svou hereckou kariéru odstartoval už na počátku 90. let, kdy se objevil vë filmu Bob Roberts. Následovalo pár malých rolí ve velkých filmech (Demolition Man, Vodní svět, Mars útočí, Cable Guy) a pak přišly snímky, v nichž byly jeho kreace nezapomenutelné (Šakal, Všechny moje lásky).
V roce 2001 přišla komedie Pekelná ženská, v níž dostal po boku Jasona Biggse a Stevena Zahna svou první hlavní roli a začal získávat své první fanoušky. Koncem toho roku do kin přišla romantická komedie Těžce zamilován, ze které se stal hit a Black skutečnou hvězdou.
Jako komik se stal v USA nesmírně slavným (do té doby byl jen jedním z mnoha) a nabídky se mu začaly hrnout. Zahrál si v komedii Orange County, namluvil jednu postavu v animované komedii Doba ledová a v roce 2003 se objevil v mimořádně úspěšném snímku Škola ro(c)ku, čímž definitivně potvrdil, že dokáže nahnat diváky do kin a za svůj skvělý výkon byl oceněn nominací na Zlatý glóbus. A to, že v roce 2004 v kinech propadla „nejslabší Frat Pack“ komedie Závist, nikomu ani moc nevadilo, protože hned na to do kin přišel enormně úspěšný animovaný Příběh žraloka, v němž Black namluvil titulního žraloka Lennyho.
Další filmy, ve kterých si Black zahrál: King Kong, Prázdniny, Gulliverovy cesty, Nadějný rok, Jumanji: Vítejte v džungli! a další. Také daboval titulní roli v sérii filmů Kung Fu Panda.